# Sapoes
Sapoes foi um oficial persa do século VI, ativo durante o reinado do xá Cosroes I (r. 531–579). Era filho de Meairanes/Mairanes, um nome provavelmente oriundo da corrupção de Mirranes, nome de uma família nobre persa. No final de 577 ou começo de 578, estava com Mebodes quando as negociações diplomáticas com o império Bizantino falharam e a guerra recomeçou.